# Área linguística
Área linguística (em alemão: Sprachbund) área em que ocorre um fato, ou um conjunto de fatos linguísticos.